# Liste des épisodes de La Fête à la maison

Cette page recense la liste des épisodes de la série télévisée La Fête à la maison.

## Saison 1 (1987-1988)

### Acteurs principaux
- John Stamos : Hermes "Jesse" Katsopolis
- Bob Saget : Danny Tanner
- Dave Coulier : Joey Gladstone
- Candace Cameron : Donna-Jo "D.J." Tanner
- Jodie Sweetin : Stéphanie Tanner
- Mary-Kate et Ashley Olsen : Michelle Tanner

### Épisode 1:Une sacrée équipe(Our Very First Show)
Distribution :
- Alice Hirson : Claire
- Christie Claridge : Vanessa

Résumé : Après que Danny Tanner a perdu sa femme dans un accident, son beau-frère Jesse et son ami d'enfance Joey emménagent avec lui pour prendre soin de ses trois filles. Donna Jo dit DJ  a 10 ans et elle sera obligée de partager sa chambre avec sa petite sœur Stéphanie qui a 5 ans. Michelle est la cadette et est encore un bébé.

### Épisode 2:Une bonne nuit(Our Very First Night)
Distribution :
- Judie Aronson : Raven
- David Wakefield : Le livreur de pizzas

Résumé : Lorsque Jesse doit s'occuper du solo des filles, elles lui mentent au sujet de l'heure de leur coucher et Jesse invite son groupe à la maison pour répéter. Michelle fait une dent.

### Épisode 3:La rentrée(The First Day of School)
Distribution :
- Jackie Joseph : Madame Payton
- Andrea Barber : Kimmy Gibbler
- Michelle Collins : Abby
- Candy Hutson : Becky

Résumé : Quand Stéphanie a peur de faire d'aller à la maternelle et que D.J. n'est pas dans la même classe que son amie Kimmy, les gars font tout pour qu'elles se sentent mieux à l'école.

### Épisode 4:La grand-mère et la tortue(The Return of Grandma)
Distribution :
- Beverly Sanders : Mindy
- Rhoda Gemignani : Irene
- Alice Hirson : Claire
- Mary Pat Gleason : Madame Sianski

Résumé  : Grand-mère Tanner rend visite à la famille. Horrifiée par l'état de la maison, elle convoque les mères de Joey et de Jesse pour constater l'ampleur du désordre.

### Épisode 5:La croisière(Sea Cruise)
Distribution :
- Michelle Nicastro : Roxanna
- Dorothy Parke :  Caroline
- Nancy Mulford : Yvonne
- Michele Laybourn : Vega

Résumé  : Danny, Jesse et Joey vont à la pêche entre hommes, mais le voyage tourne à la fête lorsque trois magnifiques femmes se joignent à eux.

### Épisode 6:Pauvre papa(Daddy's Home)
Distribution :
- Fabiana Udenio : Adrianna

Résumé  : Lorsque le premier "papa" de Michelle s'adresse à Jesse et Joey, Danny craint que ses longues heures de travail aient un impact négatif sur les filles.

### Épisode 7:Coup bas(Knock Yourself Out)
Distribution :
- Ernie Hudson (VF : Pierre Saintons) : Reggie Martin
- Eddie Barth : Lou
- Brian Kale : Le journaliste

Résumé  : Danny est ravi de faire ses débuts comme commentateur de boxe, mais il fait une gaffe monumentale en laissant échapper de l'information confidentielle sur un boxeur.

### Épisode 8:La petite amie de Jessie(Jesse's Girl)
Distribution :
- Liz Keifer : Corinna

Résumé  : Jesse et Joey se disputent au sujet de la belle étudiante de guitare de Jesse, ce qui accroît la tension dans la maison alors qu'un orage tient tout le monde éveillé.

### Épisode 9:Il n'y a pas de miracle(The Miracle of Thanksgiving)
- Lisa Savage : Paula
- Barbara Kielian : Alexandra

Résumé  : C'est la première action de grâce de Danny sans sa défunte épouse, et sa famille et lui veulent en faire une réussite malgré les pépins constants qu'ils rencontrent.

### Épisode 10:Chaque Jo à sa place(Joey's Place)
Distribution :
- Joan Leizman : Joanie
- Barbara Cameron : Barbara
- Janice Sweetin : Janice
- Benji Schwimmer : Benji
- Dustin Automn : Dustin
- Ryan Christopher : Ryan
- Robert Lucas : Robbie

Résumé  : Joey est trop à l'étroit dans le minuscule espace qu'il occupe au salon. Pendant qu'il est en tournée, la famille lui aménage une chambre dans le garage.

### Épisode 11:Trente ans déjà(The Big Three-O)
Distribution :
- Michael McManus : Paul
- Dorothy Parke : Caroline

Résumé  : Pour les 30 ans de Danny, la famille organise une fête dont l'intéressé ne veut pas et prend la décision désastreuse de changer les couvre-sièges de sa voiture adorée.

### Épisode 12:Une belle campagne(Our Very First Promo)
Distribution :
- Belita Moreno : Ronnie
- Andrea Barber : Kimmy
- Courtney Ann Jeng : Amanda

Résumé  : La station de télé de Danny tourne des promos montrant les membres de l'équipe du journal à la maison, mais le producteur ne souhaite pas montrer la vraie famille Tanner.

### Épisode 13:Anne ma sœur Anne(Sister Love)
Distribution :
- Wendy Schaal : Vivian
- Greg Callahan : Monsieur Benton
- Jandi Swanson : Karen

Résumé  : D.J. veut devenir actrice et elle a la chance de passer une audition pour une publicité, mais Stéphanie l'accompagne à l'audition et lui vole la vedette.

### Épisode 14:Presque une histoire d'amour(Half a Love Story)
Distribution :
- Kristian Alfonso : Robin
- Darcy DeMoss : Jill
- Joshua Cadman : Le régisseur
- Mark Costello : L'ancêtre

Résumé  : Jesse utilise le caractère adorable de Michelle pour séduire deux femmes, mais quand ils se retrouvent tous au même endroit, les choses deviennent rapidement gênantes.

### Épisode 15:À vos marques, prêts, grattez!(A Pox in Our House)
Résumé  : Stéphanie, Jesse et Joey attrapent tous la varicelle. Danny cherche désespérément une gardienne car il doit commenter un important évènement sportif.

### Épisode 16:Y'a de la joie(But Seriously Folks)
Distribution :
- Bruce Baum : Emcee
- Andrea Barber : Kimmy
- et avec la participation spéciale de Phyllis Diller et de Ed Alonzo

Résumé  : Après avoir été humilié lors d'un spectacle de stand-up, Joey décide de renoncer à sa carrière d'humoriste, mais son abandon déteint sur D.J.

### Épisode 17:Sortez-le!(Danny's Very First Date)
Distribution :
- Karen Kopins : Linda
- Deborah Anne Gorman : Julie

Résumé  : Danny est attiré par Linda, la chef de troupe de Stéphanie, et accepte un rendez-vous avec elle, ce qui laisse Stéphanie et D.J. confuses et en colère.

### Épisode 18:Cher cousin(Just One of the Guys)
Distribution :
- Kirk Cameron : Steve
- Andrea Barber : Kimmy

Résumé  : Steve, le neveu de Danny, se tenait avec D.J. quand il venait les visiter. Comme il a vieilli, il préfère passer du temps avec les gars, ce qui rend D.J. jalouse.

### Épisode 19:De l'air, de l'air! – Partie 1(The Seven-Month Itch – Part One)
Distribution :
- Chelsea Noble : Samantha

Résumé  : Danny, Joey et les filles se rendent à Disneyland. Jesse avait alors prévu une fin de semaine en amoureux, mais ses plans tombent à l'eau quand leur vol est annulé.

### Épisode 20:De l'air, de l'air! – Partie 2(The Seven-Month Itch – Part Two)
Distribution :
- Chelsea Noble : Samantha
- Gary Griffin : Gary

Résumé  : Jesse quitte la maison pour profiter de moments bien mérités. Quand les filles apprennent qu'il songe à partir, elles décident de le faire changer d'avis.

### Épisode 21:La main dans le sac(Mad Money)
Distribution :
- Arlene Lorre : Marilyn
- Robert Perlow : L'annonceur

Résumé  : Quand Joey reçoit une somme d'argent imprévue, Danny lui demande de rembourser une vieille dette, ce qui déclenche une querelle entre eux.

### Épisode 22:Fugue en D.J. mineur(D.J. Tanners's Day Off)
Distribution :
- Andrea Barber : Kimmy
- et avec la participation spéciale de Stacey Q

Résumé : L'idole de D.J. signe des autographes au centre commercial et elle veut absolument s'y rendre, elle prend alors la décision mal avisée de sécher les cours.

## Saison 2 (1988-1989)

### Acteurs principaux
- John Stamos : Hermes "Jesse" Katsopolis
- Bob Saget : Danny Tanner
- Dave Coulier : Joey Gladstone
- Candace Cameron : Donna-Jo "D.J." Tanner
- Jodie Sweetin : Stéphanie Tanner
- Mary-Kate et Ashley Olsen : Michelle Tanner

### Épisode 1:Tout juste(Cutting It Close)
Distribution :
- Charlie Spradling : Rhonda

Résumé : Jesse réagit de manière excessive lorsque Stéphanie lui coupe par inadvertance une mèche de cheveux et il finit par avoir beaucoup plus de soucis qu'une mèche coupée.

### Épisode 2:Le procès(Tanner vs. Gibbler)
Distribution :
- Lori Loughlin : Rebecca Donaldson
- Andrea Barber : Kimmy
- Kimberly Dunham : Melissa
- Ami Foster : Nina
- Richard Paul : Monsieur Strowbridge

Résumé : Danny devient le nouveau coanimateur d'une émission matinale. La fête d'anniversaire surprise que D.J. tente d'organiser pour Kimmy tourne au vinaigre.

### Épisode 3:Le grand choix(It’s Not My Job)
Distribution :
- Yvonne Wilder : Irene Katsopolis
- John Aprea : Nick Katsopolis
- Andrea Barber : Kimmy
- Peter Kwong : Le dentiste

Résumé : Jesse est ravi de vendre son premier jingle, bien que son père n'apprécie pas sa décision de quitter l'entreprise familiale d'extermination.

### Épisode 4:Je n'y suis pour rien(D.J.'s Very First Horse)
Distribution :
- Lori Loughlin : Rebecca
- Bill Wiley : Jeb
- Andrea Barber : Kimmy
- Nathan Nishiguchi : Harry

Résumé : Jesse tente de marquer des points auprès de Rebecca, la nouvelle coanimatrice de Danny. D.J. et Kimmy veulent trouver un moyen de se procurer un cheval.

### Épisode 5:Une musique d'enfer(Jingle Hell)
Distribution :
- Nathan Nishiguchi : Harry
- Stacy Alden : La secrétaire

Résumé : Jesse trouve en Joey un partenaire d'écriture improbable, mais les choses ne sont pas si roses pour Stéphanie et D.J. dont les querelles rendent tout le monde fou.

### Épisode 6:Les admirateurs(Beach Boy Bingo)
Distribution :
- Andrea Barber : Kimmy

Résumé : D.J. doit faire un choix impossible quand elle gagne deux billets pour un concert des Beach Boys et que toute la famille Tanner veut l'y accompagner.

### Épisode 7:La vie difficile(Joey Gets Tough)
Distribution :
- Lori Loughlin : Rebecca
- Richard Paul : Monsieur Strowbridge
- Laurie Carr : Miss Kadota Fig

Résumé : Joey et D.J. ont un démêlé quand Danny et Jesse sont sortis. Le patron de Danny crée des problèmes quand le groupe de Jesse est invité à l'émission de Danny.

### Épisode 8:Les rendez-vous(Triple Date)
Distribution :
- Rebeccah Bush : Denise
- Diane Brodie : Cheryl
- Jennifer McAllister : Zoey

Résumé : Danny est ravi d'avoir une nouvelle femme dans sa vie mais tout tombe à l'eau quand il enrôle Joey et Jesse dans un triple rendez-vous avec ses amies.

### Épisode 9:Notre premier Noël(Our Very First Christmas Show)
Distribution :
- Lori Loughlin : Rebecca
- Yvonne Wilder : Irene
- John Aprea : Nick
- Kristi Somers : L'hôtesse
- Sorrell Booke : Lionel

Résumé : Les Tanner se dirigent vers le Colorado pour Noël mais lorsqu'un blizzard cloue leur avion au sol, Stéphanie craint que le père Noël ne puissent les trouver.

### Épisode 10:L'âge mûr(Middle Age Crazy)
Distribution :
- Nathan Nishiguchi : Harry
- Zachary Bostrom : Jimmy

Résumé : Stéphanie souffre d'être l'enfant du milieu, surtout quand aucun des gars ne prête attention à ses tentatives de battre un record  de hula hoop.

### Épisode 11:Un peu de tendresse(A Little Romance)
Distribution :
- Lori Loughlin : Rebecca
- John Aprea : Nick
- Robin Greer : Crystal
- Andrea Barber : Kimmy
- Dee Marcus : Violet
- Jonathan Brandis : Michael
- Liza Greer : Heather
- Hilary Wayne : Elle-même

Résumé : L'amour est dans l'air lorsque Becky persuade les gars de participer à une vente aux enchères de célibataires. D.J. attire l'attention d'un beau camarade de classe.

### Épisode 12:Un espoir(Fogged In)
Distribution :
- Yvonne Wilder : Irene
- John Aprea : Nick
- Diane Brodie : Cheryl
- Andrea Barber : Kimmy

Résumé : Un épais brouillard empêche la famille de sortir, ce qui rend tout le monde irritable, y compris les parents de Jesse, Nick et Irène, qui sont à un cheveu de se séparer.

### Épisode 13:Les mères au travail(Working Mothers)
Distribution :
- Yvonne Wilder : Irene
- James Hampton : Monsieur Malatesta
- Nora Masterson : Madame Foley

Résumé : Jesse et Joey sont ravis de leurs offres d'emploi à l'université mais peuvent-ils travailler à temps plein et s'occuper des filles ?

### Épisode 14:Habillé pour l'hiver(Little Shop of Sweaters)
Distribution :
- Lori Loughlin : Rebecca
- Diane Brodie : Cheryl
- Andrea Barber : Kimmy
- Eileen Conn : Julie

Résumé : D.J. adore son nouveau chandail de la Saint-Valentin mais quand il est abimé à l'école, elle et Stéphanie essaient de le remplacer et se retrouvent dans le pétrin.

### Épisode 15:Un grand copain(Pal Joey)
Distribution :
- Phillip Glasser : Danny jeune
- Kristopher Kent Hill : Joey jeune
- Annette Sinclair : Miss Borland
- Nathan Nishiguchi : Harry
- Brandon Crane : Sheldon
- Adam Harris : Jesse jeune

Résumé : Afin de renforcer leur amitié, Danny et Joey se rappellent leur rencontre en cinquième année et la façon dont ils veillent l'un sur l'autre depuis ce jour.

### Épisode 16:Un amour de bébé(Baby Love)
Distribution :
- Lori Loughlin : Rebecca
- Andrea Barber : Kimmy
- Debbie Gregory : Connie
- Kara Kimberly Albright : Howie

Résumé : C'est un moment difficile pour les filles Tanner quand Michelle fait ses adieux au neveu de Becky. Stéphanie n'arrive pas à dormir après avoir regardé un film d'horreur.

### Épisode 17:Olé!(El problema Grande de D.J.)
Distribution :
- Yvonne Wilder : Irene
- John Aprea : Nick
- James Hampton : Monsieur Malatesta
- Lydia Cornell : Linda Mosley
- Andrea Barber : Kimmy

Résumé : Danny embarrasse D.J. quand il donne un baiser à sa prof d'espagnol devant ses camarades de classe. Jesse et Joey veulent que Michelle joue dans une publicité.

### Épisode 18:Au revoir Monsieur l'ours(Goodbye, Mr. Bear)
Distribution :
- Yvonne Wilder : Irene
- John Aprea : Nick
- Christie Houser : Pam
- Wendell J. Grayson : Le policier

Résumé : Stéphanie est en état de panique lorsqu'elle découvre que son précieux ours en peluche a été donné en cadeau au cours du grand ménage de printemps à la maison des Tanner.

### Épisode 19:Futur antérieur(Blast From the Past)
Distribution :
- Lisa Aliff : Patty
- Andrea Barber : Kimmy

Résumé : Patty, la petite d'amie d'université de Joey, revient et leur amour renaît mais Danny a peur qu'elle brise à nouveau son cœur.

### Épisode 20:On se calme(I’m There For You, Babe)
Distribution :
- Lori Loughlin : Rebecca
- Andrea Barber : Kimmy
- Michael Gregory : Monsieur Cuccinello

Résumé : Le lot de corvées et d'obligations de Jesse est encore plus grand que d'habitude le jour de ses 26 ans, la famille se rend compte qu'ils doivent le ménager.

### Épisode 21:Tout se complique – Partie 1(Luck Be a Lady – Part One)
Distribution :
- Lori Loughlin : Rebecca
- Luis Avalos : Monsieur Santana
- Steve Bond : Todd Masters
- Sandra Wild : La serveuse

Résumé : La famille accompagne Danny et Becky, qui partent enregistrer leur émission dans un casino de Lake Tahoe où quelques mésaventures les attendent.

### Épisode 22:Tout se complique – Partie 2(Luck Be a Lady – Part Two)
Distribution :
- Lori Loughlin : Rebecca
- Luis Avalos : Monsieur Santana
- Helen Martin : Shirley

Résumé : Lorsque D.J. et Stéphanie mènent leur enquête pendant les vacances de la famille au lac Tahoe, elles découvrent une surprise que Jesse et Becky préfèrent garder secrète.

## Saison 3 (1989-1990)

### Acteurs principaux
- John Stamos : Hermes "Jesse" Katsopolis
- Bob Saget : Danny Tanner
- Dave Coulier : Joey Gladstone
- Candace Cameron : Donna-Jo "D.J." Tanner
- Jodie Sweetin : Stéphanie Tanner
- Mary-Kate et Ashley Olsen : Michelle Tanner
- Lori Loughlin : Rebecca "Becky" Donaldson Katsopolis

### Épisode 1:L'île déserte(Tanner's Island)
Distribution :
- Gail-Anne Paulo : Leilani
- Charlene Paulo : Alana
- Israel Wirihana : Le guerrier

Résumé : Lorsque toute la famille prend des vacances à Hawaï, l'itinéraire strict de Danny et les querelles entre les adultes sèment le trouble au paradis.
Commentaires :
- Northwest Airlines, dans son nouvel habillage, a offert le vol à Hawaï à toute l'équipe de La fête à la maison.
- Les logements et les emplacements sont fournis par Turtle Bay Hilton et Country Club.

### Épisode 2:Un coup de jeune(Back to School Blues)
Distribution :
- Andrea Barber : Kimmy
- Lucy Lee Flippin : Madame Agbabian
- Anne Marie McEvoy : Kathy Santoni
- Shonda Whipple : Colleen
- Shantell Stebbins : Susan

Résumé : D.J. vit mal son entrée au secondaire, elle est ostracisée rapidement et doit concevoir un plan pour mettre sa vie sociale sur les rails.

### Épisode 3:La dispute(Breaking up is Hard to Do (in 22 Minutes))
Distribution :
- Bobbie Eakes : Diane

Résumé : Alors que la relation entre Jesse et Becky semble mener à une impasse, D.J. et Stéphanie concoctent un plan pour raviver leur flamme.

### Épisode 4:Souffre-douleur d'un jour(Nerd for a Day)
Distribution :
- Max Alexander : Docteur Wynager
- Whitby Hertford : Walter Berman
- Nathan Nishiguchi : Harry
- Malachi Pearson : Brian Kagan
- Jenny Drugan : Laurie

Résumé : Jesse invite Stéphanie à présenter des excuses au timide de la classe pour l'avoir taquiné mais, après l'avoir fait, le garçon interprète mal ses intentions.

### Épisode 5:Au secours maman(Granny Tanny)
Distribution :
- Avec la participation spéciale de Doris Roberts

Résumé : Se sentant à la dérive après sa retraite, la mère de Danny vient en visite et trouve un nouveau but en s'occupant de la maison, une situation qu'elle souhaite pérenniser.

### Épisode 6:La chance de sa vie(Star Search)
Distribution :
- Steve Oedekerk : Steve
- Therese Kablan : Judy
- Rick Astor : Le régisseur
- et avec la participation spéciale de Ed McMahon

Résumé : Après 10 ans sur le circuit de la comédie, Joey met les bouchées doubles et décroche une place comme concurrent de Star Search.

### Épisode 7:Vive la vie de chien(And They Call It Puppy Love)
Distribution :
- Wayne Powers : Frank Flood

Résumé : Quand un golden retriever erre dans leur cour, Joey et les filles offrent un abri au chiot et essaient de le garder sans le dire à Jesse et Danny.

### Épisode 8:Justice de famille(Divorce Court)
Distribution :
- Andrea Barber : Kimmy
- Whitby Hertford : Walter
- Zachary Bostrom : Jimmy
- Challyn Markray : Monica

Résumé : Exaspérée par sa grande sœur, Stéphanie s'installe dans la chambre de Michelle et le regrette aussitôt. Pendant ce temps, les gars rivalisent à la course.

### Épisode 9:Docteur casse-cou(DrDare Rides Again)
Distribution :
- Shanna Warr : Donna
- Roger Lodge : Roger
- Robyn Donny : Robin

Avec la participation spéciale de Scott Baio
Résumé : Désireux de revivre les jours déjantés de sa jeunesse après la visite d'un vieux pote, Jesse fait quelques choix douteux mais surtout dangereux.

### Épisode 10:L'anniversaire(The Greatest Birthday on Earth)
Distribution :
- Debbie Gregory : Karen Penner
- Raf Mauro : Le mécanicien
- Aaron Brownstein : Lenny

Résumé : Le jour de l'anniversaire de Michelle, cette dernière se retrouve enfermée dans une station-service avec Stéphanie et Jesse. Danny et Joey doivent donc divertir les invités.

### Épisode 11:Onde de choc(Aftershocks)
Distribution :
- Nancy Dussault : Docteur Steiner
- Andrea Barber : Kimmy
- Erin McKnelly : Erin

Résumé : Après qu'un tremblement secoue la maison, Stéphanie est terrorisée et devient excessivement attachée à son père qui ne sait pas comment la consoler.

### Épisode 12:Trop, c'est trop(Joey & Stacy and ... Oh, Yeah, Jesse)
Distribution :
- Kari Michaelson : Stacey
- Andrea Barber : Kimmy
- Cindy Herron : Cindy
- Brian Byers : Ted
- Bert Kramer : Monsieur Kiner

Résumé : Joey tombe amoureux d'une choriste qui l'encourage à s'affranchir de Jesse en présentant, sans le consulter, ses propres idées pour un argumentaire commercial.

### Épisode 13:C'est beau la culture(No More Mr. Dumb Guy)
Distribution :
- Dana Sparks : Cynthia Ryan
- Barry Van Dyke : Eric Trent
- Brian Kale : Otto
- Christopher Darga : Le serveur

Résumé : Sur la défensive en raison de son manque d'éducation formelle, Jesse se sent menacé par les amis intellectuels de Becky après qu'elle l'invite à une rencontre littéraire.

### Épisode 14:Mésaventures en cascade(Misadventures in Baby-Sitting)
Distribution :
- Andrea Barber : Kimmy
- Bruce Baum : Paul
- Mike Binder : Steve
- Barry Kivel : Michael Kagan
- Joan Leizman : Joyce Kagan
- Malachi Pearson : Brian

Résumé : Afin de payer pour une ligne téléphonique dans sa chambre, D.J. décide de garder des enfants, ce qui s'avère plus difficile que prévu.

### Épisode 15:Double jeu(Lust in the Dust)
Distribution :
- Debbie Gregory : Karen

Résumé : Les filles organisent une rencontre entre Danny et la professeure de danse de Stéphanie et ils sympathisent jusqu'à ce que Danny découvre que c'est la reine du désordre.

### Épisode 16:Ça commence mal(Bye, Bye Birdie)
Distribution :
- Tyra Ferrell : Miss Petrie
- Miko Hughes : Aaron

Résumé : Le premier jour de Michelle à la maternelle tourne mal quand un incident impliquant l'oiseau de la classe fait d'elle une paria.

### Épisode 17:Treize bougies(13 Candles)
Distribution :
- Scott Curtis : Kevin
- Andrea Barber : Kimmy
- Christian Guzek : Jake Bitterman
- Anne Marie McEvoy : Kathy

Résumé : À l'occasion du treizième anniversaire de D.J., Kimmy prévoit de jouer à la bouteille pour que son amie puisse embrasser un beau garçon mais les choses se passent autrement.

### Épisode 18:Monsieur Tête d’œuf(Mr. Egghead)
Distribution :
- Whitby Hertford : Walter
- Wendy Cutler : Madame Hardesty

Résumé : Afin d'auditionner pour une place dans une émission de télévision éducative pour enfants, Joey joue devant la classe de Stéphanie mais les résultats sont désastreux.

### Épisode 19:L'avenir est sombre(Those Better Not be the Days)
Distribution :
- Andrea Barber : Kimmy
- Jayne Modean : Michelle adulte
- Julia Montgomery : Stéphanie adulte
- Melanie Vincz : D.J. adulte
- Rhonda Shear : Kimmy adulte

Résumé : Pour combattre l'ingratitude des filles, les gars proposent que les occupants de la maison échangent leurs rôles pendant une journée mais cela va mal tourner.

### Épisode 20:Mademoiselle catastrophe(Honey, I Broke the House)
Distribution :
- Andrea Barber : Kimmy

Résumé : Laissée sans surveillance, Stéphanie décide de faire une virée avec la chère voiture de Joey mais elle aboutit tout droit dans le mur de la cuisine.

### Épisode 21:Sans alcool(Just Say No Way)
Distribution :
- Andrea Barber : Kimmy
- Scott Curtis : Kevin
- Brandon Stewart : Paul
- Joe Elrady : Sam
- Anne Marie McEvoy : Kathy
- Dirk Tanner : L'enseignant
- et avec des membres du Beaumont High School Band

Résumé : Après le désistement du groupe qu'elle avait embauché, D.J. persuade Jesse de jouer à l'école de danse où il la surprend avec une bière à la main.

### Épisode 22:Trois hommes et un bébé(Three Men and Another Baby)
Distribution :
- Barry Kivel : Michael
- Joan Leizman : Joyce

Résumé : Les gars prennent soin du bébé des voisins pour la journée. Jalouse, Michelle défend son territoire surtout quand il est question de son cher oncle Jesse.

### Épisode 23:Humiliation(Fraternity Reunion)
Distribution :
- Andrea Barber : Kimmy
- Tony Longo : Le prisonnier coriace
- Jeanine Jackson : Mary Ann
- Peter Isacksen : Le serveur
- Greg Collins : Le deuxième prisonnier
- Rif Hutton : Le sergent
- Taylor Leigh : Darlene

Résumé : Tramant la possibilité de se venger d'une sororité de leur ancienne université, Danny et Joey décident d'assister à la réunion de leur fraternité déguisés en fille.

### Épisode 24:Une grande émission(Our Very First Telethon)
Distribution :
- Mike Love : Lui-même
- Andrea Barber : Kimmy
- Richard Paul : Monsieur Strowbridge
- et avec The Los Angeles Raiderettes : Les pom-pom girls

Résumé : Danny anime un téléthon au profit d'un organisme de bienfaisance pour enfants. Toute la famille y participe, y compris les filles qui volent littéralement la vedette.

## Saison 4 (1990-1991)

### Acteurs principaux
- John Stamos : Hermes "Jesse" Katsopolis
- Bob Saget : Danny Tanner
- Dave Coulier : Joey Gladstone
- Candace Cameron : Donna-Jo "D.J." Tanner
- Jodie Sweetin : Stéphanie Tanner
- Mary-Kate et Ashley Olsen : Michelle Tanner
- Lori Loughlin : Rebecca "Becky" Donaldson Katsopolis

### Épisode 1:Le profil grec(Greek Week)
Distribution :
- Jack Kruschen : Iorgos
- Vera Lockwood : Gina
- Josh Blake : Sylvio
- Jennifer Gatti : Elena

Résumé : Les grands-parents grecs de Jesse viennent célébrer un anniversaire important mais les festivités se gâtent lorsque Jesse et D.J. prennent des engagements.

### Épisode 2:Princesse Michelle(Crimes and Michelle's Demeanor)
Distribution :
- Andrea Barber : Kimmy
- Paul Willson : Stu

Résumé :Michelle aura une punition pour la première fois après que Stéphanie et D.J. se soient faites gronder à sa place par leur père alors que c'est elle qui avait fait une bêtise. Jesse tente d'acheter à Becky une bague hors de prix.

### Épisode 3:La tête de l'emploi(The I.Q. Man)
Distribution :
- Andrea Barber : Kimmy
- James Hampton : Monsieur Malatesta
- Jeannie Wilson : Madame Garland
- Anne Marie McEvoy : Kathy
- Kieta : La modèle

Résumé : Jesse apparaît dans une publicité d'eau de toilette pour homme qui insulte sa dignité. Joey et Jesse lancent leur propre entreprise. Stéphanie est tombée malade et Michelle s'occupe d'elle. D.J a une journée carrière à son école. Danny et Becky sont priés de remplacer Connie Chung.

### Épisode 4:Nid de guêpes(Slumber Party)
Distribution :
- Andrea Barber : Kimmy
- Mary Ann Pascal : Chris
- Maya McCoy : Melissa
- Annie Barker : Lisa
- D'Bora Loggins : La mère de Lisa

Résumé : Joey remplace Becky à la soirée pyjama mère-fille de Stéphanie. Danny a de la difficulté à faire adieu à son passé quand il doit laisser de la place dans le grenier pour que Jesse et Joey puissent installer leurs bureaux.

### Épisode 5:Toc-toc(Good News, Bad News)
Distribution :
- Andrea Barber : Kimmy
- Christian Guzek : Jake

Résumé : Lorsque D.J. est promue rédactrice en chef, elle confie une tâche qu'elle ne peut pas accomplir à Kimmy. Danny et Becky se disputent en direct pendant une promo.

### Épisode 6:Œil pour œil(A Pinch for a Pinch)
Distribution :
- Andrea Barber : Kimmy
- Rosanne Katon : Madame Manning
- Miko Hughes : Aaron

Résumé : Lorsque Michelle pince un autre enfant dans son école maternelle, Jesse prend sa défense auprès de l'enseignante. Stéphanie est terrorisée par son horoscope.

### Épisode 7:Les jeux sont faits(Viva Las Joey)
Distribution :
- Arlen Dean Snyder : Le colonel Gladstone
- et avec la participation spéciale de Wayne Newton

Résumé : Joey monte sur scène à Las Vegas et le clou du spectacle est lorsqu'il rencontre sans s'y attendre le colonel Gladstone, son distant et autoritaire père.

### Épisode 8:Changement de régime(Shape Up)
Distribution :
- Andrea Barber : Kimmy
- Brittan Taylor : L'instructrice d'aérobic
- Lisa Melilli : La fille en classe
- Troy Zuccolotto : Le culturiste

Résumé : D.J. s'affame et s'entraîne afin de perdre du poids pour une soirée piscine mais elle met sa santé en péril et place Stéphanie en mauvaise posture.

### Épisode 9:Souvenirs, souvenirs(One Last Kiss)
Distribution :
- Erika Eleniak : Carrie Fowler
- Andrea Barber : Kimmy
- Ken Thorley : Hammer
- Roger Lodge : Roger

Résumé : Jesse est fiancé à Becky mais lorsqu'il retrouve les anciens du secondaire, il est attiré par son ancienne copine. Stéphanie organise une fête pour l'anniversaire de son chien Comète.

### Épisode 10:La terreur blonde(Terror in Tanner Town)
Distribution :
- Debra Sandlund : Cindy
- Jordan Christopher Michael : Rusty

Résumé : Rusty, le fils de Cindy, fait tout pour saboter leur premier souper chez les Tanner et Danny réalise que sa motivation est de réunir ses parents divorcés.

### Épisode 11:Au pied de la lettre(Secret Admirer)
Distribution :
- Andrea Barber : Kimmy
- Debra Sandlund : Cindy
- Jordan Christopher Michael : Rusty
- R.J. Williams : Ricky

Résumé : Rusty écrit une fausse lettre d'amour à D.J. pour jouer un tour mais, à la suite d'une chaîne de malentendus, plus personne ne sait qui est amoureux de qui.

### Épisode 12:Super papa(Danny in Charge)
Distribution :
- Andrea Barber : Kimmy

Résumé : Jesse et Joey tentent de filmer un renard. Pendant ce temps, Danny essaie de passer du temps de qualité avec chacune de ses filles, dont Michelle qui fête ses 4 ans.

### Épisode 13:La bonne Année(Happy New Year)
Distribution :
- Andrea Barber : Kimmy
- Jordan Christopher Michael : Rusty
- Yvette Nipar : Christine
- R.J. Williams : Ricky
- Debra Sandlund : Cindy
- Robyn Donny : Ginger
- Sherrie Rose : Darlene

Résumé : Danny et Jesse ont trouvé une fille, Christine, pour accompagner Joey au réveillon et ce dernier lui demande de s'enfuir avec lui. Stéphanie attend le baiser de Rusty.

### Épisode 14:Au travail(Working Girl)
Distribution :
- Andrea Barber : Kimmy
- Andy Goldberg : Jack
- Donna Lynn Leavy : La mère d'Anthony
- Marquis Nunley : Anthony

Résumé : D.J. a eu un F à son test de science mais, afin qu'elle puisse conserver un emploi, Kimmy transforme la note en A. Michelle est en pleine semaine de la politesse.

### Épisode 15:Le chant libre(Ol' Brown Eyes)
Distribution :
- Andrea Barber : Kimmy

Résumé : Danny veut se montrer cool en chantant avec Jesse à la collecte de fonds de l'école de D.J.. Personne ne voulant jouer avec elle, Michelle cache l'alliance de Jesse.

### Épisode 16:Plein la vue(Stephanie Gets Framed)
Distribution :
- Jaleel White : Steve Urkel
- Tasha Scott : Julie
- Cynthia Steele : Madame Claire
- Micah Rowe : Le camarade de classe

Résumé : Stéphanie doit porter des lunettes mais elle se sent comme une geek. Steve Urkel arrive en ville et irrite presque tout le monde. Jesse doit choisir son garçon d'honneur.

### Épisode 17:Un poisson nommé Martin(A Fish Called Martin)
Distribution :
- Jason Allen : Bobby

Résumé : Danny veut offrir un aquarium à Michelle mais, après avoir tué accidentellement son poisson rouge, elle hésite à l'accepter. Becky apprend à toute la famille le quadrille.

### Épisode 18:La bague au doigt – Partie 1(The Wedding – Part One)
Distribution :
- Andrea Barber : Kimmy
- Don Hood : Kenneth Donaldson
- Michael John Nunes : Howie
- Lois Nettleton : Nedra Donaldson
- Debbie Gregory : Connie

Résumé : Avant d'épouser Becky, Jesse décide de faire un saut en parachute pour vivre une dernière aventure en tant que célibataire.

### Épisode 19:La bague au doigt – Partie 2(The Wedding - Part Two)
Distribution :
- Andrea Barber : Kimmy
- John Aprea : Nick
- Yvonne Wilder : Irene
- Don Hood : Kenneth
- Michael John Nunes : Howie
- Lois Nettleton : Nedra
- Glenn Morshower : Bob
- Debbie Gregory : Connie
- Lenny Hicks : Le conducteur
- Robert Arthur : Le ministre

Résumé : Becky paie la caution de Jesse pour le sortir de prison et ils peuvent donc enfin se marier. Pour leur lune de miel, ils font une belle sortie.

### Épisode 20:Faux départ(Fuller House)
Distribution :
- Andrea Barber : Kimmy

Résumé : Jesse déménage avec Becky mais il se rend compte que sa famille lui manque, surtout Michelle. Stéphanie a des difficultés avec ses leçons de maths.

### Épisode 21:Au trou!(The Hole-in-the-Wall Gang)
Distribution :
- Andrea Barber : Kimmy

Résumé : Alors qu'elles se querellent, Stéphanie et D.J. font un trou dans le mur de la chambre de Danny. Jesse tente d'aménager un petit nid pour Becky et lui dans le grenier.

### Épisode 22:Lancer franc(Stephanie Plays the Field)
Distribution :
- Jordan Christopher Michael : Rusty
- Sean Fox : Brett
- Jack Lightsy : L'arbitre de la base
- R. Todd Torok : Le père de Brett
- James Clayton : L'arbitre du marbre

Résumé : Stéphanie rejoint l'équipe de baseball de Danny pour séduire Brett, un garçon qu'elle aime, elle devient alors une star du lancer. Jesse interdit Michelle d'entrer dans sa chambre.

### Épisode 23:Joey s'en va à Hollywood(Joey Goes Hollywood)
Distribution :
- Andrea Barber : Kimmy
- Shawn Southwick : Elle-même
- Bob Perlow : Lui-même
- Michele Smith : La 1ère Laker Girl
- Cyndi Pass : La 2ème Laker Girl

Et avec la participation spéciale de Frankie Avalon et de Annette Funicello
Résumé : Joey auditionne pour une comédie mettant en scène les deux icônes Frankie Avalon et Annette Funicello. Stéphanie veut changer de nom et des frais inexpliqués font grimper la facture de téléphone.

### Épisode 24:Les filles ne pensent qu'à s'amuser(Girls Just Wanna Have Fun)
Distribution :
- Andrea Barber : Kimmy
- Randy Josselyn : Ryan
- Christian Guzek : Jake
- Miko Hughes : Aaron

Résumé : Becky couvre D.J. lorsqu'elle sort pour rencontrer Ryan, un garçon qu'elle aime. Michelle apprend une leçon sur l'honnêteté. Danny démontre ses talents au billard.

### Épisode 25:Ça passe et ça casse(The Graduates)
Distribution :
- Andrea Barber : Kimmy
- Jennifer Nash : Kirsten
- Rosanne Katon : Madame Manning
- Hank Garrett : Jerry
- Miko Hughes : Aaron

Résumé : Danny sort avec Kirsten, une étudiante afin de tenter de retrouver sa jeunesse. D.J. prononce un discours de remise des diplômes pendant que Michelle prépare une chanson de graduation.

### Épisode 26:Biberon blues(Rock the Cradle)
Distribution :
- Andrea Barber : Kimmy
- Keythe Farley : Max Dobson

Résumé : Jesse est heureux que son groupe de rock parte en tournée mais il déchante lorsque sa famille et lui apprennent que Becky est enceinte.

## Saison 5 (1991-1992)

### Acteurs principaux
- John Stamos : Hermes "Jesse" Katsopolis
- Bob Saget : Danny Tanner
- Dave Coulier : Joey Gladstone
- Candace Cameron : Donna-Jo "D.J." Tanner
- Jodie Sweetin : Stéphanie Tanner
- Mary-Kate et Ashley Olsen : Michelle Tanner
- Lori Loughlin : Rebecca "Becky" Donaldson Katsopolis
- Andrea Barber : Kimberly "Kimmy" Gibbler

### Épisode 1:Maîtresse femme(Double Trouble)
Distribution :
- June Lockhart : Miss Wiltrout
- Wendy Cutler : Docteur Sinclair
- Philip Levien : Monsieur Lowry
- Tahj Mowry : Teddy

Résumé : Jesse et Becky découvrent qu'ils vont avoir des jumeaux. Michelle a le trac pour son premier jour de maternelle.

### Épisode 2:Chambrez-la!(Matchmaker Michelle)
Distribution :
- June Lockhart : Miss Wiltrout
- Tahj Mowry : Teddy
- Gary Griffin : Le membre d'un groupe

Résumé : Michelle tente de convaincre son père de sortir avec sa professeure de maternelle. D.J. et Kimmy doivent changer de place pour un projet d'école.

### Épisode 3:Angoisses(Take My Sister, Please)
Distribution :
- Nancy Valen : Lisa Green
- David Lascher : Rick

Résumé : Après une dispute avec D.J., Stéphanie change de chambre. Joey et Danny ont des vues sur l'instructrice des cours prénataux de Becky.

### Épisode 4:La petite fille à son papa(Oh Where, Oh Where Has My Little Girl Gone?)
Distribution :
- Megan Parlen : La petite fille au bowling
- Brian Kale : Le père de la petite fille

Résumé : Stéphanie et Michelle s'affrontent à propos de la décoration de leur chambre. En l'espionnant, Danny découvre que D.J. lui cache un secret.

### Épisode 5:En souvenir d'Elvis(The King and I)
Distribution :
- Pete Willcox : L'homme au diner

Résumé : Jesse choisit d'ignorer un pique-nique familial très attendu afin de travailler sur une chanson mais un sosie d'Elvis vient le remettre sur le droit chemin.

### Épisode 6:En garde, monsieur le garde(The Legend of Ranger Joe)
Distribution :
- Barney Martin : Ranger Roy
- Colleen Morris : Linda
- Tahj Mowry : Teddy
- Michael J. Shea : Le régisseur
- David Still : L'ours

Résumé : Joey fait une bévue pouvant lui valoir de ne pas être la vedette d'une émission télévisée pour enfants. Stéphanie tente de détourner Michelle des claquettes.

### Épisode 7:La bénévole(The Volunteer)
Distribution :
- Whitman Mayo : Eddie Johnson
- Bill Erwin : Monsieur Ferguson
- Tahj Mowry : Teddy
- Louisa Abernathy : L'infirmière

Résumé : Alors qu'elle fait du bénévolat dans une maison de retraite, D.J. se lie d'amitié avec un homme souffrant d'alzheimer. Une exposition canine est organisée par Stéphanie et Kimmy.

### Épisode 8:Danse avec Steph!(Gotta Dance)
Distribution :
- Paige Pengra : La professeure de danse
- Paul Baumgartner : Brain Dead
- R.A. Mihailoff : Tiny

Résumé : Malgré son amélioration en danse, Stéphanie déchante rapidement. Pour que Jesse vienne à sa fête prénatale, Becky tente de le duper.

### Épisode 9:Joyeux anniversaire Michelle - Partie 1(Happy Birthday, Babies - Part One)
Résumé : En parcourant le livre de Michelle bébé lorsque son cinquième anniversaire arrive, la famille plonge dans la nostalgie.

### Épisode 10:Joyeux anniversaire Michelle - Partie 2(Happy Birthday, Babies - Part Two)
Distribution :
- Wendy Cutler : Docteur Sinclair
- Tahj Mowry : Teddy
- May-May : La commis aux admissions

Résumé : La fête pour les cinq ans de Michelle est interrompue par une crise d'appendicite de Jesse, puis par la perte des eaux de Becky.

### Épisode 11:Les jumeaux(Nicky and/or Alexander)
Distribution :
- Gail Edwards : Vicky Larson
- Richard Paul : Monsieur Strowbridge
- Michael J. Shea : Le régisseur

Résumé : Les jumeaux sortent de l'hôpital mais Jesse confond les garçons. Danny a le béguin pour sa nouvelle coanimatrice.

### Épisode 12:Le célibataire du mois(Bachelor of the Month)
Distribution :
- Gail Edwards : Vicky
- Tahj Mowry : Teddy
- Nicole Chamberlain : Penny
- Keythe Farley : Le serveur
- John Drayman : Le maître d'hôtel
- Lisa Marie Borges : Theatre Date
- Jennifer Wood : Roller Blading Date

Résumé : Lorsque Danny est élu célibataire du mois, cela contrarie Michelle. Jesse et Becky trouvent difficile d'élever des jumeaux.

### Épisode 13:La petite reine(Easy Rider)
Distribution :
- Gail Edwards : Vicky
- Dee Marcus : Tante Ida
- Alison Armitage : La fille en vélo

Résumé : Joey apprend à Michelle à faire du vélo sur deux roues. Danny amène sa nouvelle relation à se développer.

### Épisode 14:Associées dans le crime(Sisters in Crime)
Distribution :
- Gail Edwards : Vicky
- Scott Weinger : Steve Hale
- Ed Hooks : Le directeur du théâtre

Résumé : D.J. et Steve emmènent Michelle et Stéphanie au cinéma en essayant de convaincre Kimmy de les faire entrer sans payer.

### Épisode 15:Jesse et les diplomates(Play It Again, Jess)
Distribution :
- Gail Edwards : Vicky
- Danny Breen : George
- Greg Collins : Le gars dur

Résumé : Lorsque Becky retourne travailler, Jesse vit très mal le fait d'être un papa au foyer. À cause de sa récente rupture, Danny boude.

### Épisode 16:Premier chagrin d'amour(Crushed)
Distribution :
- Tommy Page : Lui-même
- Todd MacKenzie : Le garçon à la fête

Résumé : Tommy Page vient chanter pour les 10 ans de Stéphanie et elle a le béguin pour lui mais c'est sa sœur D.J. qui finit par l'embrasser.

### Épisode 17:La famille a des lettres(Spellbound)
Distribution :
- Jared Leong : Davey Chu
- Philip Levien : Monsieur Lowry

Résumé : Après avoir perdu le concours d'épellation de l'école au premier tour, Stéphanie fait face à une crise de conscience. Michelle veut apprendre à lire.

### Épisode 18:L'impossible mademoiselle Ginger(Too Much Monkey Business)
Distribution :
- Darlene Vogel : Wendy Tanner

Résumé : Joey s'amourache de Wendy, la jeune sœur de Danny, lorsqu'elle arrive avec son singe espiègle.

### Épisode 19:Mauvaise conscience(The Devil Made Me Do It)
Distribution :
- Darlene Vogel : Wendy
- Tahj Mowry : Teddy
- Anthony S. Johnson : Henry
- Virginia Watson : Joanne
- Tia et Tamera Mowry : Denise

Résumé : Dans le trouble pour avoir fait des bêtises avec l'équipement musical de Jesse, Michelle s'enfuit pour rejoindre son ami Teddy.

### Épisode 20:La leçon de conduite(Driving Miss D.J.)
Distribution :
- Maria Cavaiani : Rita

Résumé : D.J. veut apprendre à conduire mais Danny et Jesse ne sont pas de bons professeurs et Joey aide Michelle à obtenir sa petite revanche sur Stéphanie.

### Épisode 21:Quelle soirée!(Yours, Mine and Ours)
Distribution :
- Bruce Baum : Le pirate
- Devon Odessa : Shelly Phillips
- Gil Sharone : Alex adolescent
- Rani Sharone : Nicky adolescent

Résumé : Becky et Jesse ont des divergences de vues en ce qui concerne l'approche parentale. Danny et Joey élaborent un plan afin que les filles, qui se chicanent, fassent la paix mais cela se retourne contre eux.

### Épisode 22:Punitions et récompenses(Trouble with Danny)
Résumé : Danny se laisse emporter par ses plans de grand ménage de printemps. Becky annonce à Jesse que les jumeaux rampent mais il ne la croit pas.

### Épisode 23:Le grand nettoyage(Five's a Crowd)
Distribution :
- Roger Floyd : Pete

Résumé : Lorsque D.J. sort avec Pete, un garçon au caractère douteux, Danny, Jesse et Joey passent à l'action. Alors qu'elle garde les jumeaux, Kimmy est débordée.

### Épisode 24:La guerre des sexes(Girls Will Be Boys)
Distribution :
- Miko Hughes : Aaron
- Tahj Mowry : Teddy
- Michael J. Shea : Le régisseur
- Jurnee Smollett : Denise
- Cyrus Nemani : Le garçon au spectacle
- Molly Orr : La fille au spectacle

Résumé : Jesse obtient un rôle dans la série télé de Joey. Lorsque Teddy se met à l'ignorer parce qu'elle est une fille, Michelle souhaite devenir un garçon.

### Épisode 25:En route vers la gloire - Partie 1(Captain Video - Part One)
Distribution :
- Brian Robbins : David Janolari
- Molly Orr : Kerry
- et avec la participation spéciale de Mike Love et de Bruce Johnston

Résumé : Jesse touche le gros lot en enregistrant une chanson avec les Beach Boys. D.J. veut aller étudier en Espagne durant tout l'été.

### Épisode 26:En route vers la gloire - Partie 2(Captain Video - Part Two)
Distribution :
- Brian Robbins : David
- Martha Quinn : Elle-même
- Kevyn Brackett : Richard

Résumé : La carrière de Jesse heurte un obstacle quand la maison de disques pose des exigences inacceptables.
Pour aller en Espagne avec D.J., Kimmy doit réussir un test.

## Saison 6 (1992-1993)

### Acteurs principaux
- John Stamos : Hermes "Jesse" Katsopolis
- Bob Saget : Danny Tanner
- Dave Coulier : Joey Gladstone
- Candace Cameron : Donna-Jo "D.J." Tanner
- Jodie Sweetin : Stéphanie Tanner
- Mary-Kate et Ashley Olsen : Michelle Tanner
- Lori Loughlin : Rebecca "Becky" Donaldson Katsopolis
- Andrea Barber : Kimberly "Kimmy" Gibbler
- Scott Weinger : Steve Hale

### Épisode 1:Voyages en avion(Come Fly with Me)
Distribution :
- Cyd Strittmatter : L'agent de bord
- Lisa Capps : Roberta
- Marta Kober : Brandy
- Wade J. Robson : Terry
- Paige Tamada : Marie
- Blake Tuomy-Wilhoit : Nicky Katsopolis
- Dylan Tuomy-Wilhoit : Alexander "Alex" Katsopolis

Résumé : D.J. revient de son voyage en Espagne avec Steve, un copain, ce qui déclenche l'inquiétude de Danny et une étincelle de malice rebelle chez Stéphanie et Michelle.

### Épisode 2:Ce n'est qu'un au revoir(The Long Goodbye)
Distribution :
- Gail Edwards : Vicky
- Tahj Mowry : Teddy
- Jurnee Smollett : Denise
- Karen Maruyama : Madame Knotts
- Blake Tuomy-Wilhoit : Nicky
- Dylan Tuomy-Wilhoit : Alex

Résumé : Lorsque Teddy, son meilleur ami, annonce qu'il déménage au Texas, Michelle décide de le kidnapper. Vicky a un nouvel emploi à Chicago.

### Épisode 3:Tournée au Japon(Road to Tokyo)
Distribution :
- Denice Kumagai : Nancy Shimada
- Darrell Kunitomi : Koji
- Blake Tuomy-Wilhoit : Nicky
- Dylan Tuomy-Wilhoit : Alex
- Cristina Lawson : l'animatrice de concert

Résumé : La chanson de Jesse est numéro 1 au Japon mais son succès ainsi qu'une tournée imminente bouleverse Becky. D.J. aide Kimmy à briguer la présidence du corps étudiant.

### Épisode 4:Pour la bonne cause(Radio Days)
Distribution :
- Edie McClurg : Jungle Jenny
- Hilary Shepard : Julie
- Richard Paul : Monsieur Strowbridge
- Blake Tuomy-Wilhoit : Nicky
- Dylan Tuomy-Wilhoit : Alex

Résumé : Joey fait des blagues sur Jesse pendant l'émission de radio qu'ils animent ensemble, ce qui crée un démêlé entre eux. D.J. et Steve semblent être le sujet de l'histoire "fictive" de Stéphanie.

### Épisode 5:Amour maison(Lovers and Other Tanners)
Distribution :
- Gail Edwards : Vicky
- Hilary Shepard : Julie
- Blake Tuomy-Wilhoit : Nicky
- Dylan Tuomy-Wilhoit : Alex

Résumé : Danny interdit à D.J. de voir Steve parce que, obnubilée par lui, elle commence à négliger ses responsabilités. Jesse et Joey inaugurent leur émission de radio.

### Épisode 6:Jesse retourne à l'école(Educating Jesse)
Distribution :
- Bill Morey : Monsieur Pearson
- Jacob Vargas : Enrique
- Blake Tuomy-Wilhoit : Nicky
- Dylan Tuomy-Wilhoit : Alex

Résumé : Lorsque D.J. et Kimmy demandent à Jesse de composer une chanson pour leur campagne contre le décrochage, il refuse car il avoue être lui-même un décrocheur.

### Épisode 7:Amis pour la vie(Trouble in Twin Town)
Distribution :
- Mark Linn-Baker : Dick Donaldson
- Mary Kane : Donna Donaldson
- Michelle Braun : Debbie Donaldson
- Erin Braun : Darla Donaldson
- Bryan Schwarz : Andrew
- Brendan Schwarz : Thomas
- Blake Tuomy-Wilhoit : Nicky
- Dylan Tuomy-Wilhoit : Alex

Résumé : Les cousins de Becky sont en visite et inscrivent leurs jumeaux à un concours. Leurs commentaires insultants incitent Jesse à inscrire Nicky et Alex pour les battre.

### Épisode 8:Tous en scène(The Play's the Thing)
Distribution :
- Blake McIver Ewing : Yankee Doodle
- Miko Hughes : George Washington
- Jurnee Smollett : Martha Washington
- Blake Tuomy-Wilhoit : Nicky
- Dylan Tuomy-Wilhoit : Alex
- Sara Moonves : Abe Lincoln
- Brenden Jefferson : Paul Revere
- Erika Ishii : Pocahontas

Résumé : Michelle veut être la tête d'affiche de la pièce de l'école comme ses sœurs l'ont été avant elle mais Jesse et Joey, qui en sont les metteurs en scène, choisissent Derek, un garçon.

### Épisode 9:Battu à plate couture(Nice Guys Finish First)
Distribution :
- Daniel Moriarty : Stonewall Binkley
- Blake Tuomy-Wilhoit : Nicky
- Dylan Tuomy-Wilhoit : Alex

Résumé : Lorsque Joey envisage de jouer dans un match de hockey de bienfaisance, Hershel Binkley, un vieil ennemi, revient et des souvenirs désagréable refont surface.

### Épisode 10:Je ne suis pas D.J.(I'm Not D.J.)
Distribution :
- Danielle Fishel : Jennifer P.
- Tiffany Watson : Jennifer S.
- Dave Coulier : Oncle Jasper
- Blake Tuomy-Wilhoit : Nicky
- Dylan Tuomy-Wilhoit : Alex

Résumé : Danny veut que Stéphanie attende d'être au secondaire pour se faire percer les oreilles mais elle ignore son avertissement et elle en paie le prix.

### Épisode 11:Changement de décor(Desiging Mothers)
Distribution :
- Gail Edwards : Vicky
- Jennifer Rhodes : Liz Larson
- Martha Quinn : Alison Axelrod
- Ken Kerman : Le sapeur-pompier
- Blake Tuomy-Wilhoit : Nicky
- Dylan Tuomy-Wilhoit : Alex

Résumé : La mère de Vicky redécore la chambre des filles mais Danny n'est pas prêt pour le changement. Jesse et Joey s'inquiète de l'arrivée d'Alison Axelrod, leur nouvelle patronne.

### Épisode 12:Joyeux Noël(A Very Tanner Christmas)
Distribution :
- Gail Edwards : Vicky
- Blake Tuomy-Wilhoit : Nicky
- Dylan Tuomy-Wilhoit : Alex

Résumé : Pendant les vacances de Noël, D.J. apprend que Steve ira à l'université en Floride, tandis que Jesse emmène Michelle et Stéphanie dans un refuge pour sans-abri.

### Épisode 13:Cœurs brisés(The Dating Game)
Distribution :
- Gail Edwards : Vicky
- David Loren : Josh
- Martha Quinn : Alison
- Blake Tuomy-Wilhoit : Nicky
- Dylan Tuomy-Wilhoit : Alex

Résumé : Après avoir confondu une sortie décontractée avec un rendez-vous galant, Stéphanie est embarrassée. Jesse joue les cupidons lorsque Joey a le béguin pour sa patronne.

### Épisode 14:L'anniversaire(Birthday Blues)
Distribution :
- Gail Edwards : Vicky
- Blake Tuomy-Wilhoit : Nicky
- Dylan Tuomy-Wilhoit : Alex

Résumé : D.J. étant concentrée sur l'anniversaire de ses 6 mois avec Steve, elle oublie celui de Kimmy et doit se précipiter pour planifier une fête à la dernière minute.

### Épisode 15:Prépa maternelle(Be True to Your Pre-School)
Distribution :
- Denise Dowse (en) : Madame Jacobs
- Mary Ellen Dunbar : Sarah Charles
- Todd Jeffries : Matt Charles
- Brennan LaShever : Cooper Charles
- Blake Tuomy-Wilhoit : Nicky
- Dylan Tuomy-Wilhoit : Alex

Résumé : Jesse tente d'inscrire Nicky et Alex à une maternelle réputée, il déforme un peu la réalité sur sa demande et doit se dépêtrer quand l'école s'apprête à les accepter.

### Épisode 16:Chagrin d'amour(The Heartbreak Kid)
Distribution :
- Jurnee Smollett : Denise
- Blake Tuomy-Wilhoit : Nicky
- Dylan Tuomy-Wilhoit : Alex

Résumé : Michelle prend trop au sérieux le biscuit de la Saint-Valentin de Steve et une fausse cérémonie de mariage. Danny et Joey se remémorent une ancienne flamme.

### Épisode 17:Le silence n'est pas toujours d'or(Silence is Not Golden)
Distribution :
- J.D. Daniels : Charles
- Jurnee Smollett : Denise
- Susan Krebs : Madame Patterson
- Tiffany Watson : Jennifer S.
- Danielle Fishel : Jennifer P.
- Blake Tuomy-Wilhoit : Nicky
- Dylan Tuomy-Wilhoit : Alex

Résumé : Stéphanie découvre que Charles, son ennemi juré, est maltraité par son père. Elle doit alors prendre la décision de se taire ou d'en parler à un adulte.

### Épisode 18:Ne touchez pas au dinosaure(Please Don't Touch the Dinosaur)
Distribution :
- Miko Hughes : Aaron
- Jurnee Smollett : Denise
- Blake McIver Ewing : Derek
- Blake Tuomy-Wilhoit : Nicky
- Dylan Tuomy-Wilhoit : Alex
- Sara Moonves : Terri

Résumé : Danny et Jesse accompagnent la classe de Michelle au musée mais lorsque Jesse perd le contrôle de ses enfants, une exposition de dinosaures subit des conséquences historiques.

### Épisode 19:Diplômé en sous-sol(Subterranean Graduation Blues)
Distribution :
- Greg Collins : Le gars dur
- Augie Blunt : Le joueur de saxophone
- Noreen Reardon : La dame spatiale
- Tony Hablian : School Dropout
- Blake Tuomy-Wilhoit : Nicky
- Dylan Tuomy-Wilhoit : Alex

Résumé : Jesse et sa famille, en route pour la cérémonie de remise des diplômes, restent coincés dans le métro pendant que, au même moment, les jumeaux jouent des tours à Kimmy.

### Épisode 20:Cadeau d'anniversaire(Grand Gift Auto)
Distribution :
- Sharon Barr : Officière Warren
- Blake Tuomy-Wilhoit : Nicky
- Dylan Tuomy-Wilhoit : Alex

Résumé : Joey offre une voiture d'occasion à D.J. pour ses 16 ans mais lorsqu'on le suspecte d'avoir volé la voiture, il envisage de quitter la maison.

### Épisode 21:Plus on est de fous...(Room for One More)
Distribution :
- Sonny Kelly : Le 1er lutteur
- Marc Revivo : Le 2ème lutteur
- Blake Tuomy-Wilhoit : Nicky
- Dylan Tuomy-Wilhoit : Alex
- Tyen : Le mime Bobo

Résumé : Jesse est sûr qu'un autre bébé ne sera pas trop pour lui et Becky jusqu'au jour où cette dernière décroche un nouvel emploi de fin de semaine au même moment que Joey se blesse et Nicky s'enrhume.

### Épisode 22:La fête à l'école(Prom Night)
Distribution :
- Gail Edwards : Vicky
- Cristi Harris : Rachel
- Freddy Koehler : Gorilla
- Andy Kavovit : Paul
- Blake Tuomy-Wilhoit : Nicky
- Dylan Tuomy-Wilhoit : Alex
- Brian Winkler : Tom

Résumé : D.J. et Steve assistent ensemble au bal de leur école mais lorsque celui-ci est couronné roi et que c'est Rachel, son ex petite amie qui est couronnée reine, la célébration tourne au vinaigre.

### Épisode 23:Voyage chez Disney - Partie 1(The House Meets the Mouse - Part One)
Distribution :
- Gail Edwards : Vicky
- Blake Tuomy-Wilhoit : Nicky
- Dylan Tuomy-Wilhoit : Alex
- Mark Henn : L'animateur
- Michael Marzella : Le vendeur de lampes
- Peggy O'Neal : La serveuse
- et avec la participation spéciale de Goofy, du Prince Charmant, de Cinderella, de Donald, de Aladdin, de la Princesse Jasmine et du Oompah Band German Dancers

Résumé : Jesse est envoyé à Disney World et toute la famille se joint à la fête. Danny ne trouve pas le bon moment pour faire sa demande à Vicky.

### Épisode 24:Voyage chez Disney - Partie 2(The House Meets the Mouse - Part Two)
Distribution :
- Gail Edwards : Vicky
- Blake Tuomy-Wilhoit : Nicky
- Dylan Tuomy-Wilhoit : Alex
- Michael Marzella : Le vendeur de lampes
- Jimmy Coleman : Le leader du groupe
- Kevin Brassard : Le cascadeur d'Indiana Jones
- Candace Thiboult : Le chauffeur du public
- et avec la participation spéciale de Blanche Neige, de Goofy, de Minnie, de Pinocchio, de Simplet, de Tic et Tac, de Aladdin, de Donald, de Mickey, de Cinderella, de Alice au Pays des Merveilles, de Baloo, de la Princesse Jasmine, de Roger Rabbit, du Prince Charmant, du Capitaine Crochet, du Lapin Blanc et de Winnie.

Résumé : Pendant leur voyage en famille à Disney World, Michelle s'enfuit, D.J. a une grosse surprise, Danny fait sa demande en mariage à Vicky et tous rejoignent Mickey à la parade.

## Saison 7 (1993-1994)

### Acteurs principaux
- John Stamos : Hermes "Jesse" Katsopolis
- Bob Saget : Danny Tanner
- Dave Coulier : Joey Gladstone
- Candace Cameron : Donna-Jo "D.J." Tanner
- Jodie Sweetin : Stéphanie Tanner
- Mary-Kate et Ashley Olsen : Michelle Tanner
- Lori Loughlin : Rebecca "Becky" Donaldson Katsopolis
- Andrea Barber : Kimberly "Kimmy" Gibbler
- Scott Weinger : Steve Hale
- Blake Tuomy-Wilhoit : Nicky Katsopolis
- Dylan Tuomy-Wilhoit : Alexander "Alex" Katsopolis

### Épisode 1:Si par une nuit d'orage...(It was a Dark and Stormy Night)
Distribution :
- Jurnee Smollett : Denise
- Sara Moonves : Terri
- Aimee Yamabe : Danielle

Résumé : D.J., Stéphanie et Michelle sont terrifiées après l'histoire effrayante que Steve a racontée à Michelle à propos du camp d'été abandonné où ils sont.

### Épisode 2:L'appartement(The Appartement)
Résumé : Lorsque Steve a son propre appartement, Danny espionne le couple qu'il forme avec D.J. et il perd la tête lorsqu'il voit dormir côte à côte.

### Épisode 3:Fausses manœuvres(Wrong-Way Tanner)
Distribution :
- Miko Hughes : Aaron
- Blake McIver Ewing : Derek

Résumé : Michelle marque un but contre son camp et fait perdre son équipe de soccer, Stéphanie lui fait alors voir un film montrant les bourdes de tous les membres de la famille.

### Épisode 4:Deux amours d'enfants(Tough Love)
Distribution :
- Gail Edwards : Vicky

Résumé : Jesse a du mal à discipliner les jumeaux. Danny soudoie ses enfants pour qu'ils mangent le repas que Vicky a cuisiné pour eux.

### Épisode 5:Les fausses amies(Fast Friends)
Distribution :
- Molly Morgan : Mickey
- Miko Hughes : Aaron
- Marla Sokoloff : Gia
- Diana Theodore : Kelly
- Marie Lynn Wise : Lisa
- Darin Bennett : Randy

Résumé : Stéphanie ressent de la pression parce que Mickey, sa nouvelle amie à l'école, fume et elle se demande si elle devrait s'y mettre aussi.

### Épisode 6:Jesse hérite(Smash Club: the Next Generation)
Distribution :
- Julie Payne : Madame Cooke

Résumé : Jesse hérite du Smash Club, le bar où il avait l'habitude de jouer mais qui est maintenant fermé. Il veut le rouvrir mais son prêt bancaire doit avant tout être approuvé.

### Épisode 7:Décisions(High Anxiety)
Distribution :
- Gail Edwards : Vicky
- Blake McIver Ewing : Derek
- Jurnee Smollett : Denise
- Gregory Grudt : Le camarade de classe

Résumé : Michelle veut que Danny arrête de la traiter comme un bébé. Jesse doit prendre des décisions concernant la rénovation du Smash Club.

### Épisode 8:Panique en sous-sol(Another Opening, Another No Show)
Distribution :
- Ben Stein : Elliott Warner
- Milly Del Rubio : Renee
- Eadie Del Rubio : Esther
- Elena Del Rubio : Martha

Résumé : Jesse inaugure le Smash Club mais tout va de travers, il manque l'essentiel des festivités car il se retrouve enfermé dans un débarras avec Kimmy.

### Épisode 9:Un os avec le rhinocéros(The Day of the Rhino)
Distribution :
- Gail Edwards : Vicky
- Erick Weiss : Rigby
- Jurnee Smollett : Denise
- Gregg Binkley : Le garde de sécurité
- Rosey Brown : Le garde du corps
- Lora Rachel Davidson : La fille du "Goodnight"

Résumé : Michelle est dupée par une pub télé et elle proteste. D.J., Becky et Vicky donnent une leçon sur le mensonge à Steve, Jesse et Danny.

### Épisode 10:Indiscrétions(The Prying Game)
Distribution :
- Kristin Pearcey : Edie
- Jim Warren : Le régisseur

Résumé : Jesse teste son pare laque maison sur Michelle et, avec Danny et Joey, décide de le vendre à la télé.
Stéphanie s'immisce dans la vie privée de sa grande sœur.

### Épisode 11:Le voleur de bicyclette(The Bicycle Thief)
Distribution :
- Marcia Wallace : Madame Carruthers
- Rick Zumwalt : Leonard Schultz
- Blake McIver Ewing : Derek
- Ryan Sheets : Davey Schultz

Résumé : Après le vol de la bicyclette rose de Michelle, Danny, Jesse et Joey entreprennent des recherches. Ils rapportent plusieurs vélos roses mais aucun d'entre eux n'est celui qui a été volé.

### Épisode 12:Une prune indigeste(Support Your Local Parents)
Distribution :
- Time Winters : Seth
- Patrick Cronin : Phil
- Justin Cooper : Linus Plankin
- Nancy Charles : Phyllis

Résumé : Lorsque D.J. a une contravention avec la voiture de Danny, Michelle et Stéphanie lui font du chantage.
Les jumeaux ne jouent pas avec les autres enfants.

### Épisode 13:Le couple parfait(The Perfect Couple)
Distribution :
- Gail Edwards : Vicky
- Mary Gillis : Estelle
- Bruce Jarchow : Le producteur télé

Résumé : Danny anime un jeu télévisé dans lequel on cherche le couple parfait. Il invite Jesse et Becky, Danny et Vicky ainsi que D.J. et Steve à se confronter entre eux.

### Épisode 14:Des rumeurs sur Stéphanie(Is It True about Stephanie?)
Distribution :
- Marla Sokoloff : Gia
- Molly Morgan : Mickey
- Eric Lively : Jamie
- Justin Carmack : Scott

Résumé : Danny arrange une nouvelle fois les meubles pour l'aider à surmonter son chagrin. Stéphanie se venge de Gia, une copine d'école qui vient de lui faire une blague cruelle.

### Épisode 15:L'examen(The Test)
Distribution :
- Vanna White : Elle-même & Madame Moffatt
- Beverly Archer : Madame Twitchel
- Jacob Kenner : L'étudiant

Résumé : D.J. est inquiète au sujet de son examen d'admission à l'université et malgré l'encouragement de sa famille, elle fait un cauchemar la veille du grand jour.

### Épisode 16:La petite amie de Joey(Joey's Funny Valentine)
Distribution :
- Felicia Michaels : Roxy

Résumé : Roxy, la nouvelle petite amie humoriste de Joey, embarrasse la famille Tanner en faisant des blagues à leur sujet au cours de son spectacle.

### Épisode 17:Papouli(The Last Dance)
Distribution :
- Jack Kruschen : Papouli
- Jurnee Smollett : Denise
- Kathryn Rossetter : L'enseignante

Résumé : Papouli, le papa de Jesse meurt dans son sommeil lors de sa visite chez les Tanner qui font face au deuil chacun à leur façon.

### Épisode 18:Le cousin bien-aimé(Kissing Cousins)
Distribution :
- Brad Joseph Dubin : Le livreur de Pizza
- Madalyn Capone : La 1ère partenaire de danse
- Alicia Anne : La 2ème partenaire de danse
- John Stamos : Le cousin Stavros
- David Dean : La doublure de John Stamos

Résumé : Stavros, le cousin grec de Jesse, rend visite à la famille mais abuse de leur générosité et de leur gentillesse.

### Épisode 19:Poisson d'avril(Love on the Rocks)
Distribution :
- Suzanne Somers : Elle-même
- Brian Evans : Keanu

Résumé : Quand Joey joue une farce à la famille, ils décident tous de se venger. D.J. envisage de mettre fin à sa relation avec Steve lorsqu'il part en voyage de classe.

### Épisode 20:La course de voitures(Michelle a la Cart)
Distribution :
- Jurnee Smollett : Denise
- Evan Bonifant : Kenny

Résumé : Les stéréotypes liés au genre sont remis en question lorsque Michelle et Becky construisent une voiture de course. Stéphanie donne des cours de ballet à Joey.

### Épisode 21:Mes meilleurs amis(Be Your Own Best Friend)
Distribution :
- Jurnee Smollett : Denise
- Tahj Mowry : Teddy
- Kathryn Rossetter : Miss Barnes
- Felicia Michaels : Roxy

Résumé : Michelle essaie de décider lequel de ses amis est le meilleur. Jesse se sent ignoré lorsque Roxy est invitée dans son émission de radio.

### Épisode 22:Jour de fête(A Date with Fate)
Distribution :
- Rick Peters : Roger
- Kendra Booth : Leona
- Eddie Mills : Arthur
- Darlene Kardon : Doris
- Robyn Donny : Bernadette
- Rosie Taravella : La serveuse
- Lara Lyon : Ada

Résumé : Leona et Roger, la fille et le gars que Danny et D.J. devaient rencontrer, sont attirés l'un par l'autre. Pour la fête des mères, les jumeaux apprennent une chanson pour Becky.

### Épisode 23:Jamais trop tard(Too Little Richard Too Late)
Distribution :
- Little Richard : Lui-même
- Jurnee Smollett : Denise
- Marcia Wallace : Madame Carruthers
- Blake McIver Ewing : Derek
- Barbara J. Rinsler : Madame Yablonski
- et le groupe The Rippers : John Stamos, Gary Thomas Griffin, Richie Cannata, Lanny Cordola, John Menzano, Garner Bryan Thomas et Louis Van Taylor Jr

Résumé : Joey veut devenir président de l'association de parents d'élèves car il craint que l'école cesse d'enseigner les arts. Little Richard, l'oncle de Denise, l'aide à faire campagne.

### Épisode 24:La vente de la maison(A House Divided)
Distribution :
- Jurnee Smollett : Denise
- Tahj Mowry : Teddy
- Keene Curtis : Lou Bond

Résumé : Plusieurs membres de la famille se plaignent que la maison est trop petite lorsqu'ils reçoivent une offre lucrative d'un magnat qui veut acheter la propriété.

## Saison 8 (1994-1995)

### Acteurs principaux
- John Stamos : Hermes "Jesse" Katsopolis
- Bob Saget : Danny Tanner
- Dave Coulier : Joey Gladstone
- Candace Cameron : Donna-Jo "D.J." Tanner
- Jodie Sweetin : Stéphanie Tanner
- Mary-Kate et Ashley Olsen : Michelle Tanner
- Lori Loughlin : Rebecca "Becky" Donaldson Katsopolis
- Andrea Barber : Kimberly "Kimmy" Gibbler
- Blake Tuomy-Wilhoit : Nicky Katsopolis
- Dylan Tuomy-Wilhoit : Alex Katsopolis

### Épisode 1:Un après-midi de chien(Comet's Excellent Adventure)
Distribution :
- Jason Marsden : Nelson
- Roger Lodge : Roger
- Gary Thomas Griffin : Gary
- Lanny Cordola : Lanny

Résumé : Comète s'éloigne de Michelle pendant une promenade et passe une journée à errer seul à San Francisco alors que tout le monde le cherche.

### Épisode 2:Jesse à la maternelle(Breaking Away)
Distribution :
- Marla Sokoloff : Gia
- Bonnie Urseth : Miss Suzie
- Christopher Rippel : Le garçon d'âge préscolaire

Résumé : Jesse et Becky sont nerveux pour le premier jour des jumeaux à la maternelle. La négligence de Gia commence à déteindre sur Stéphanie. Michelle veut sa propre chambre.

### Épisode 3:Le mensonge ne paye pas(Making out is Hard to Do)
Distribution :
- Andrea Walker : Claire
- Marla Sokoloff : Gia
- Barry Williams : Lui-même
- Kevin Connors : Bobby
- David Ruprecht : L'annonceur télé

Résumé : Stéphanie se rend compte que la fête chez Gia est plus olé olé qu'elle ne le pensait. Jesse se fait remplacer au sein du groupe par Barry Williams.

### Épisode 4:Le sot du secret(I've Got a Secret)
Distribution :
- Jason Marsden : Nelson
- Blake McIver Ewing : Derek
- Miko Hughes : Aaron
- Kathryn Zaremba : Lisa
- Dot Jones : La maman musclée
- Danielle Judovits : La fille dans un magasin de jouets
- Jimm Giannini : L'homme miteux

Résumé : Michelle se fait virer de son nouveau club secret pour en avoir parlé. Danny, Joey et Jesse tentent d'arranger les choses mais ne font au contraire que les aggraver.

### Épisode 5:Ne sois pas sérieux, Joey(To Joey, With Love)
Distribution :
- David Lipper : Viper
- Marcia Wallace : Madame Carruthers
- Blake McIver Ewing : Derek
- Tahj Mowry : Teddy
- Kathryn Zaremba : Lisa
- Esther Scott : Madame Homewood
- Sara Moonves : Terri
- Peter Leinheiser : Splinter

Résumé : Michelle pense que la classe avec Joey comme enseignant suppléant sera une partie de plaisir. Jesse auditionne des guitaristes pour son nouveau groupe.

### Épisode 6:Acheté, c'est donné(You Pet It, You Bought It)
Distribution :
- Robert Bennett : Le livreur

Résumé : Lorsque Michelle gagne plus de 200 dollars en vendant de la limonade, elle se rend au magasin de bonbons mais finit par acheter un âne à la place.

### Épisode 7:Vive la polka!(On the Road Again)
Distribution :
- David Lipper : Viper
- John Del Regno : Jocko
- Ted Andreadis : Mongo

Résumé : Lorsque Jesse prend la route avec son nouveau groupe, il trouve que bien des choses ont changé depuis sa dernière tournée surtout avec la présence de Becky et des jumeaux.

### Épisode 8:Pas touche à mon père(Claire and Present Danger)
Distribution :
- Andrea Abbate : Claire
- Marla Sokoloff : Gia
- David Lipper : Viper
- Susan Vinciotti : Yvette
- Frank Bruynbroek : Jacques

Résumé : Quand Danny se met à fréquenter la mère de Gia, Stéphanie et Gia sont enchantées mais Michelle est contrariée. D.J. apprend que Viper ne sait pas lire.

### Épisode 9:La chevauchée sauvage(Stephanie's Wild Ride)
Distribution :
- Marla Sokoloff : Gia
- Scott Whyte : Jason
- James Alan : Barry

Résumé : Stéphanie et Gia montent à bord de la voiture de Jason et de Barry, deux garçons téméraires. Michelle rend Danny, Joey, Jesse et Becky accros à un jeu vidéo.

### Épisode 10:La meilleure façon de marcher(Under the Influence)
Distribution :
- Jeff Juday : Le président de la fraternité
- Darin Bennett : L'intello de la fête
- Olivia Mandel : L'invitée de la fête

Résumé : Kimmy s'irrite lorsque D.J. lui reproche de s'être saoulée à une fête mais comprend ensuite pourquoi elle se sent concernée. Joey tente de cuisiner.

### Épisode 11:Cadeau de Noël(Arrest Ye Merry Gentlemen)
Distribution :
- Mickey Rooney : Monsieur Dreghorn

Résumé : Après avoir été enfermés dans un magasin la veille de Noël, Jesse et Michelle apprennent qu'ils ont mal jugé le propriétaire.

### Épisode 12:Le choix de D.J.(D.J.'s Choice)
Distribution :
- David Lipper : Viper
- Jason Marsden : Nelson
- Francesco Valli : L'enfant au terrain de jeux
- et avec la participation spéciale de Frankie Valli

Résumé : Viper rompt avec D.J. mais se bat ensuite avec Nelson pour savoir qui doit être son petit ami. Le reste de la bande reconstruit un parc vandalisé.

### Épisode 13:Démission d'émission(The Producer)
Distribution :
- Richard Paul : Monsieur Strowbridge
- Bruce Gold : Phil Blankman
- Wesley Mann : Le serveur

Résumé : Becky est promue productrice de "Wake up, San Francisco", ce qui rend Danny jaloux. D.J. et Stéphanie essaient de renoncer à la malbouffe.

### Épisode 14:Le match(Super Bowl Fun Day)
Distribution :
- Kathy Kinney : Madame Bedrosian
- Miko Hughes : Aaron
- Tahj Mowry : Teddy
- Blake McIver Ewing : Derek
- Andre Rosey Brown : Weeb
- Greg Collins :  Sy

Résumé : Un dimanche, slors que Danny assistent sur place au Super Bowl, Joey et Jesse se retrouvent dans un bar sportif avec Michelle et ses amis.

### Épisode 15:Deux pas de géant(My Left and Right Foot)
Distribution :
- Kathryn Zaremba : Lisa
- Brian Kale : Le vendeur

Résumé : Lorsque les taquineries de Stéphanie, de D.J. et de Kimmy dépassent les bornes, Michelle en vient à croire que ses pieds sont trop gros et tente de les rétrécir par tous les moyens.

### Épisode 16:Dur dur d'être un héros(Air Jesse)
Distribution :
- Adam Abdul-Jabbar : Lui-même
- Bridgette Cameron : La photographe
- et avec la participation spéciale de Kareem Abdul-Jabbar

Résumé : Lorsque Jesse accepte de jouer dans un match de basket de bienfaisance alors qu'il ne sait pas jouer, le basketteur Kareem Abdul-Jabbar lui donne un coup de main.

### Épisode 17:Amers amours(Dateless in San Francisco)
Distribution :
- Miko Hughes : Aaron
- Blake McIver Ewing : Derek
- Marcia Wallace : Madame Carruthers
- Tahj Mowry : Teddy
- Kathryn Zaremba : Lisa
- Maureen McVerry : Madame Ullman
- Robert Gorman : Kenneth
- Tim Neil : Le livreur
- Fiona Landers : Sophia

Résumé : À la Saint-Valentin, Michelle et Teddy songent à sortir ensemble, Danny sort avec Claire et Joey reçoit des fleurs et des bonbons d'une admiratrice secrète.

### Épisode 18:Musique(We Got the Beat)
Distribution :
- Marla Sokoloff : Gia
- Blake McIver Ewing : Derek
- Kathryn Zaremba : Lisa
- Melissa Clayton : Melissa

Résumé : Stéphanie, Gia, Kimmy et Melissa montent un groupe avec Jesse comme agent. Dans les devoirs de D.J., Danny et Joey voient des possibilités financières.

### Épisode 19:Le bon tuyau(Taking the Plunge)
Distribution :
- Jason Marsden : Nelson
- Scott Menville : Duane
- Jim Hudson :  Le ministre
- Bren McKinley : Regina

Résumé : Kimmy se rend à Reno avec Duane pour convoler en catimini, D.J. et Nelson la suivent pour l'arrêter et Danny pense à tort que ce sont ces derniers qui veulent se marier.

### Épisode 20:La perruque du principal(Up on the Roof)
Distribution :
- Scott Menville : Duane
- Oliver Clark : Le principal Robolard
- David Stenstrom : Le garde de sécurité

Résumé : Jesse et Kimmy incitent D.J. à jouer un tour pendable au directeur de son école. Michelle et Becky prouvent qu'elles sont loin d'être de grandes cuisinières.

### Épisode 21:Le plongeon de la mort(Leap of Faith)
Distribution :
- Amzie Strickland : Edna
- Jim Warren : Le régisseur

Résumé : Bécky décide d'essayer le saut à l'élastique. Lorsque Michelle essaient de ressembler à Stéphanie et à D.J., elles lui font croire qu'elle a la maladie de Smedrick.

### Épisode 22:Il m'a posé un lapin(All Stood Up)
Distribution :
- Marla Sokoloff : Gia
- Andrew Keegan : Ryan
- Lisa Dinkins : La technicienne médicale
- Jamie Zwick : La membre de piste
- Hillary Zwick : L'amie du couloir

Résumé : Ryan pose un lapin à Stéphanie et Danny ne fait qu'empirer les choses. D.J. est en concurrence avec Michelle. Jesse essaie de réduire sa tension artérielle.

### Épisode 23:À cheval sur les principes - Partie 1(Michelle Rides Again, Part One)
Distribution :
- Shannon Cochran : Morgan
- Ebick Pizzadili : Elizabeth
- Will Estes : Andrew
- Biff Manard : Le cow-boy
- Allison Kristman : La monitrice d'équitation

Résumé : Subissant une trop grande pression parentale lors d'une compétition d'équitation, Michelle et Elizabeth, sa nouvelle amie, s'éloignent pour s'amuser mais Michelle fait une chute de cheval et se blesse.

### Épisode 24:À cheval sur les principes - Partie 2(Michelle Rides Again, Part Two)
Distribution :
- Scott Weinger : Steve
- Scott Menville : Duane
- Will Estes : Andrew
- Tyrees Allen : Le docteur

Résumé : La famille se mobilise autour de Michelle après son amnésie due à sa chute de cheval en espérant qu'elle se souvienne qui ils sont mais aussi qui elle est.